# Henning von Gierke
Henning von Gierke, né le 22 décembre 1947 à Karlsruhe (Allemagne), est un peintre, scénographe, décorateur et directeur artistique allemand.
Il est connu pour avoir collaboré avec le réalisateur Werner Herzog sur de nombreux projets. Parmi ses nombreuses collaborations avec d'autres metteurs en scène de cinéma, de théâtre et d'opéra, Gierke se distingue surtout en tant que peintre.

## Collaborations importantes

### Avec Werner Herzog
Henning von Gierke a collaboré avec Herzog sur sept films et plusieurs opéras. Il a été décorateur pendant L'Énigme de Kaspar Hauser, Nosferatu, fantôme de la nuit et Fitzcarraldo. En tant que décorateur, il a travaillé sur Cœur de verre et Woyzeck, comme scénographe sur les opéras Lohengrin et Giovanna d'Arco et comme costumier sur le film Die Verwandlung der Welt in Musik: Bayreuth vor der Premiere. Gierke a pris des photos supplémentaires sur le plateau de La Ballade de Bruno (Stroszek). Il est apparu deux fois dans le film de Herzog Die Verwandlung der Welt in Musik: Bayreuth vor der Premiere dans son propre rôle et dans la réalisation télévisée de l'opéra Giovanna d'Arco par Herzog.

## Prix
Henning Von Gierke a remporté le Prix du cinéma en or pour L'Énigme de Kaspar Hauser lors des German Film Awards et l'Ours d'argent pour une réalisation exceptionnelle pour Nosferatu, fantôme de la nuit au 29e Festival international du film de Berlin.

## Filmographie partielle

### Architecte à la décoration

#### Au cinéma
- 1974 :  L'Énigme de Kaspar Hauser
- 1978 :  L'Allemagne en automne

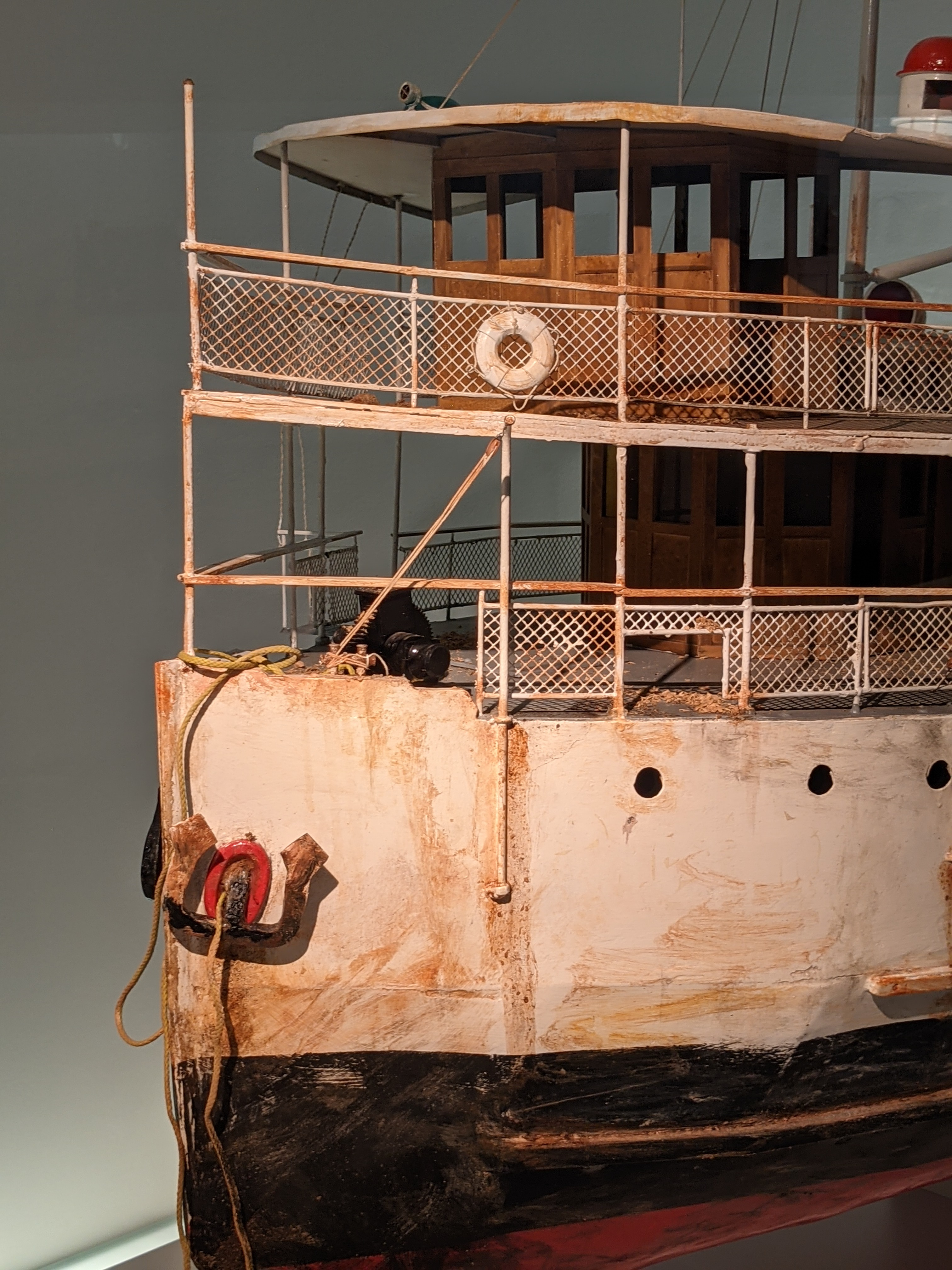
Maquette du Molly Aida du film Fitzcarraldo (1980), construite par Henning von Gierke, longue de 3.77 m et exposée au Musée du cinéma et de la télévision de Berlin, Deutsche Kinemathek.

- 1979 :  Nosferatu, fantôme de la nuit
- 1982 :  Fitzcarraldo

#### À la télévision
- 1990 :  Giovanna d'Arco  (téléfilm)
- 1991 :  Der fliegende Holländer  (téléfilm)
- 1991 :  Lohengrin  (téléfilm)

## Publications
- Bühnenbild und Kostüme zu Lohengrin, Verlag für moderne Kunst, Nürnberg, 1989
- Ilga, Verlag für moderne Kunst, Verlag für moderne Kunst, Nürnberg, 1990
- Der innere Schlaf, Verlag Edition Braus, Heidelberg, 1996, Paperback erschienen bei DTV, 1999
- Bilder von Bildern, Hiermer, München, 2000
- « Mein lieber Schwan », Wege und Motive zu Wagner, Verlag für moderne Kunst, Nürnberg, 2006
- Goldener Strom Flowing Gold, München/Berlin/London/NY, Prestel Verlag (de), 2009, 239 p.  (ISBN 3791341324 et 978-3791341323)
- Silentium Vitae, München, 2010
- Märchen und Landschaft, München, 2012
- Der fliegende Holländer, Aufführungs-Dokumentation, München, 2016

## Récompenses et distinctions
- (en) Henning von Gierke: Awards, sur l'Internet Movie Database